# Probarbus
Chi Cá Trà sóc (Danh pháp khoa học: Probarbus) là một chi cá trong họ cá chép bản địa tìm thấy ở vùng Đông Nam Á. Cá trà sóc là loài có kích thước lớn, thịt ngon, có giá trị kinh tế cao. Đây là đối tượng nuôi rất kinh tế của nhiều quốc gia, hiện nay do việc khai thác quá mức đã làm cho loài này ngày càng giảm. 

## Các loài
Cá phân bố ở Thái Lan, Lào, Campuchia, Malaysia và ở các sông lớn ở miền Nam, Việt Nam như thượng lưu sông Đồng Nai - Sài Gòn, sông Cửu Long, sông Vàm Cỏ Tây. Hiện nay có 03 loài được ghi nhận trong chi này gồm
- Probarbus jullieni Sauvage, 1880
- Probarbus labeamajor T. R. Roberts, 1992
- Probarbus labeaminor T. R. Roberts, 1992

## Đặc điểm
Các loài trong chi này có thân thon dài, hơi dẹp bên. Đầu rộng, mõm tròn, mắt có màu đỏ, kích thước trung bình, hơi lệch lên phía trên của đầu. Có 2 đôi râu, râu hàm dài bằng đường kính mắt, râu mõm ngắn hơn. Vảy to, đường bên liên tục, thẳng, chấm dứt ở giữa cuống đuôi. Mặt lưng có màu nâu nhạt, bụng trắng. Trên thân có 6, 7 sọc đen chạy dọc từ sau nắp mang đến gốc vây đuôi. Vây đuôi xám nhạt, các vây khác màu hồng nhạt. Cá có kích thước lớn, có thể đạt chiều dài 150 cm và cân nặng 70 kg. 

## Tập tính
Cá sống ở các sông lớn, nước chảy mạnh với nền đáy cát hay sỏi, có nhiều động vật thân mềm sinh sống. Thức ăn của cá chủ yếu là thực vật thủy sinh và động vật không xương sống bao gồm nhuyễn thể, cua, côn trùng, ấu trùng và cả phiêu sinh động vật. Chúng có tập tính kiếm ăn vào ban đêm.
Vào mùa sinh sản, cá trưởng thành di cư ngược dòng lên bãi đẻ. Thời gian sinh sản từ tháng 12 năm trước đến tháng 2 năm sau. Cá thường tập trung thành đàn trên bãi đẻ, đẻ trứng về đêm. Trứng và cá con trôi theo dòng nước đến nơi kiếm mồi thường là đáy cát nước nông gần bờ. Khi mùa mưa đến, cá non di cư tích cực đến các vùng ngập và kiếm ăn ở đó trong suốt mùa mưa. Khi nước rút cá trở lại dòng chính để trú ẩn.